# Skalička (ort i Tjeckien, Södra Mähren)
Skalička är en ort i Tjeckien.   Den ligger i regionen Södra Mähren, i den östra delen av landet, 170 km sydost om huvudstaden Prag. Skalička ligger 298 meter över havet och antalet invånare är 118.
Terrängen runt Skalička är kuperad åt nordost, men åt sydväst är den platt. Runt Skalička är det ganska tätbefolkat, med 100 invånare per kvadratkilometer. Närmaste större samhälle är Brno, 19,2 km söder om Skalička. I omgivningarna runt Skalička växer i huvudsak blandskog.